# Elvis in Concert
Elvis in Concert är en dokumentärfilm från 1977 med Elvis Presley.

## Information
År 1977 filmade det amerikanska TV-bolaget CBS delar av Elvis turné (19 och 21 juni) för en TV-special. Detta skedde utan att vare sig Elvis eller någon annan visste att det skulle bli Elvis sista turné. TV-specialen sändes den 3 oktober 1977, efter att Elvis dött och då med ett inslag där Elvis pappa Vernon Presley tackade för allt deltagande och engagemang vid Elvis död. I bakgrunden vid filmningen av Vernon ses även en skepnad som det spekuleras om ifall det kan ha varit Elvis.

## Utgåvor
Detta program har aldrig officiellt givits ut på marknaden, endast så kallade Bootleg-versioner finns. Anledningen sägs vara att det finns en risk att bilderna används nedsättande mot Elvis då han inte var vid så god fysik.

## Soundtrack
Ett Soundtrack från showen släpptes i samband med showens sändning. Soundtracket var en dubbel-lp och på första skivan fanns showens innehåll presenterat, och på andra fanns de överblivna låtarna. Skivan sålde platina endast två veckor efter att den släpptes.